# Asteromella burserae
Asteromella burserae är en svampart som först beskrevs av Gonz. Frag. & Cif., och fick sitt nu gällande namn av Hans Sydow 1930. Asteromella burserae ingår i släktet Asteromella, klassen Dothideomycetes, divisionen sporsäcksvampar och riket svampar.   Inga underarter finns listade i Catalogue of Life.